# 絆 (エレファントカシマシの曲)
「絆」（きづな）は、エレファントカシマシの38枚目のシングル。

## 概要
- 「絆」という単語の本来の仮名表記は「きずな」だが、CDでの表記は「きづな」となっている。
- タイアップとして映画『相棒シリーズ 鑑識・米沢守の事件簿』の主題歌となり、初の映画主題歌に起用された。
- 初回、通常と2タイプリリースとなり、共に3曲目とジャケットが異なる仕様となっている。
- 3曲目に収録されている、「桜の花、舞い上がる道を」（-花びら- Piano Ver.）と（-幹- Strings Ver.）を同時に再生することで一つのアレンジ楽曲に成る。今回のバージョンのためにボーカルも録り直されている。3曲目以外の収録内容が同じであること・前述の通り同時再生させるために3曲目の演奏時間が同一になっていることから、一部ではCD全体の収録時間が完全に一致してしまう。そして、一部ではCDDBで読み取るとその収録時間のみで識別してしまい、初回限定生産盤と通常盤との区別(3曲目の区別)がされない場合がある。

## 収録曲

### 初回限定生産盤 (通称：相棒盤)
1. 絆（作詞:宮本浩次 / 作曲:宮本浩次、YANAGIMAN / 編曲:YANAGIMAN、エレファントカシマシ）
  - 東映配給映画『相棒シリーズ 鑑識・米沢守の事件簿』主題歌
2. to you（作詞:宮本浩次 / 作曲:宮本浩次、YANAGIMAN / 編曲:YANAGIMAN、エレファントカシマシ）
3. 桜の花、舞い上がる道を（-花びら- Piano ver.）（作詞:宮本浩次 / 作曲:宮本浩次、蔦谷好位置 / 編曲:島健）
4. 絆 （instrumental）
5. to you (instrumental)

### 通常盤 (通称：エレカシ盤)
同一曲についてはクレジット表記は省略。
1. 絆
2. to you
3. 桜の花、舞い上がる道を（-幹- Strings ver.）（作詞:宮本浩次 / 作曲:宮本浩次、蔦谷好位置 / 編曲:島健）
4. 絆 （instrumental）
5. to you (instrumental)